# Fimbristylis nagpurensis
Fimbristylis nagpurensis är en halvgräsart som beskrevs av V.P.Prasad och N.P.Singh. Fimbristylis nagpurensis ingår i släktet Fimbristylis och familjen halvgräs. Inga underarter finns listade i Catalogue of Life.